# ステファン・ヴィシンスキー
福者・ステファン・ヴィシンスキー（ポーランド語: Stefan Wyszyński、1901年8月3日 - 1981年5月28日）は、ポーランドのカトリック教会の司教、枢機卿。 1948年から亡くなるまでの約33年間、グニェズノ・ワルシャワ首都大司教を務めた。
生前にポーランドと教会の自由と独立のためにナチズムおよび共産主義に対して戦った功労により、今日では教皇ヨハネ・パウロ2世とともにポーランドの国民的英雄として尊敬されている。
2021年9月12日。ワルシャワにおいて、列福され、福者の列に加えられた。

## 生涯

### 幼年時期と司祭叙階
ヴィシンスキーは、ポーランド東部のズゼラ村(Zuzela) で生まれた。18世紀末のポーランド分割以後、ヴィシンスキーが生まれた故郷は第一次世界大戦以前までロシア帝国の領土であった。この地域のポーランド住民たちは、ロシア人らから自分たちの伝統とポーランド人としての民族的覚醒をあきらめるように強要されていた。
ヴィシンスキーが9歳の時に彼の母親が亡くなった。1912年、ヴィシンスキーの父親は彼を教育のためにワルシャワに送り、1915年に文法学校での教育を終えると、以後はヴウォツワヴェクにあるカトリック神学校に入学。途中、健康が悪化して病院に入院した後、自身の23歳の誕生日である1924年8月3日に司祭に叙階された。

### 司祭と教職
ヴィシンスキーは司祭になった後、ポーランドのカトリック信者らの崇敬地であるチェンストホヴァのヤスナ・グラ修道院で初めて荘厳ミサを捧げた。ここには「ヤスナ・グラの聖母」と呼ばれる聖画（イコン）があり、ポーランドの守護聖人として崇敬を受けている。以後、ヴィシンスキーはルブリンで4年を過ごして、1929年にルブリン・カトリック大学で神学と教会法、社会科学分野で博士学位を受けた。大学卒業後数年間、ヨーロッパ全域を旅行しながらさらに勉学を重ねた。
ポーランドに戻ったヴィシンスキーは、ヴウォツワヴェク神学校の教授として登用された。1939年、第二次世界大戦が勃発してヴィシンスキーは労働階層のための司牧をしたという理由でドイツ人らの手配を受けると、すぐにヴウォツワヴェクを離れた。コザル司教の要請で彼はワルシャワ近隣のラスキに行った。1944年にワルシャワ暴動が起きると、すぐにヴィシンスキーは「ラドゥワン2世」という仮名を使って、ラスキにいる反乱軍病院とポーランドの地下抵抗組織のゾリボルシュ軍管区の従軍司祭となった。
ナチス・ドイツとの戦争が終結して1年後の1945年、ヴィシンスキーはヴウォツワヴェクに戻ってきた。そこで彼は破壊された神学校を復旧させる計画に着手し、後には神学校学長及びカトリック週間新聞の編集長になった。

### 司教
1年後の1946年3月25日、教皇ピオ12世はヴィシンスキーをルブリンの司教に任命し、同年5月12日に司教叙階および着座式が挙行された。1948年10月22日、グニェズノ・ワルシャワ首都大司教のアウグスト・フロント枢機卿が亡くなると、すぐにヴィシンスキーが後継の大司教に任命された。

#### 共産主義に対する抵抗
1945年に第二次世界大戦が終息したが、ソ連の指図を受ける共産党政府がポーランドに入ることになり、ポーランドの状況はまた悪化の一途を辿り始めた。ポーランドのカトリック教会は、イギリスのロンドンにあったポーランド亡命政府が早く帰国してヨシフ・スターリンの傀儡政府を追い出すことを願っていた。そして、カトリック教会は反共産主義者などに対する支援を惜しまなかった。当時の重要な問題は、共産党政府が教会財産を没収して教会を政治的に弾圧するということであった。1950年、ヴィシンスキー大司教は共産党政府と秘密条約を結ぶことに決めた。そして同年2月14日、ポーランドカトリック司教団と共産党政府との間に条約が締結され、この条約によりポーランド内での教会の政治的紛争を解決した。共産党政府は教会財産に対して触れない代わりに、教会は政治問題から手を切った。そして国公立学校内で宗教教育は出来なくなり、さらに司教を選定する時は、教会で提示した3人の候補の中から政府関係者が選択して推薦することになった。後に最初のポーランド人教皇（ヨハネ・パウロ2世）となるカロル・ヴィオティワは、やはりこのような方式により司教に任命された。
しかし、1953年からまた再び迫害の波がポーランドをさらい始めた。司教達が共産党政府の抵抗を支持すると、すぐにこれに対する報復で聖職者が大量に強制連行されたり監禁されたが、ヴィシンスキーも例外ではなかった。同年9月25日に拘束され、数ヶ所を移動した後に1955年からコマンツァ修道院に移されて軟禁された。ヴィシンスキーは1956年10月26日に解放された。

#### ユダヤ人との関係
ヴィシンスキーは、自身の司牧地域に居住するユダヤ人に隠れ場所を用意することによって宗教的迫害から保護し、政府がユダヤ人に対する特典を拒否した時にも、彼らの宗教行事に使う資金まで与えるほどユダヤ人の生活の質を改善するために奮闘した。

### 枢機卿

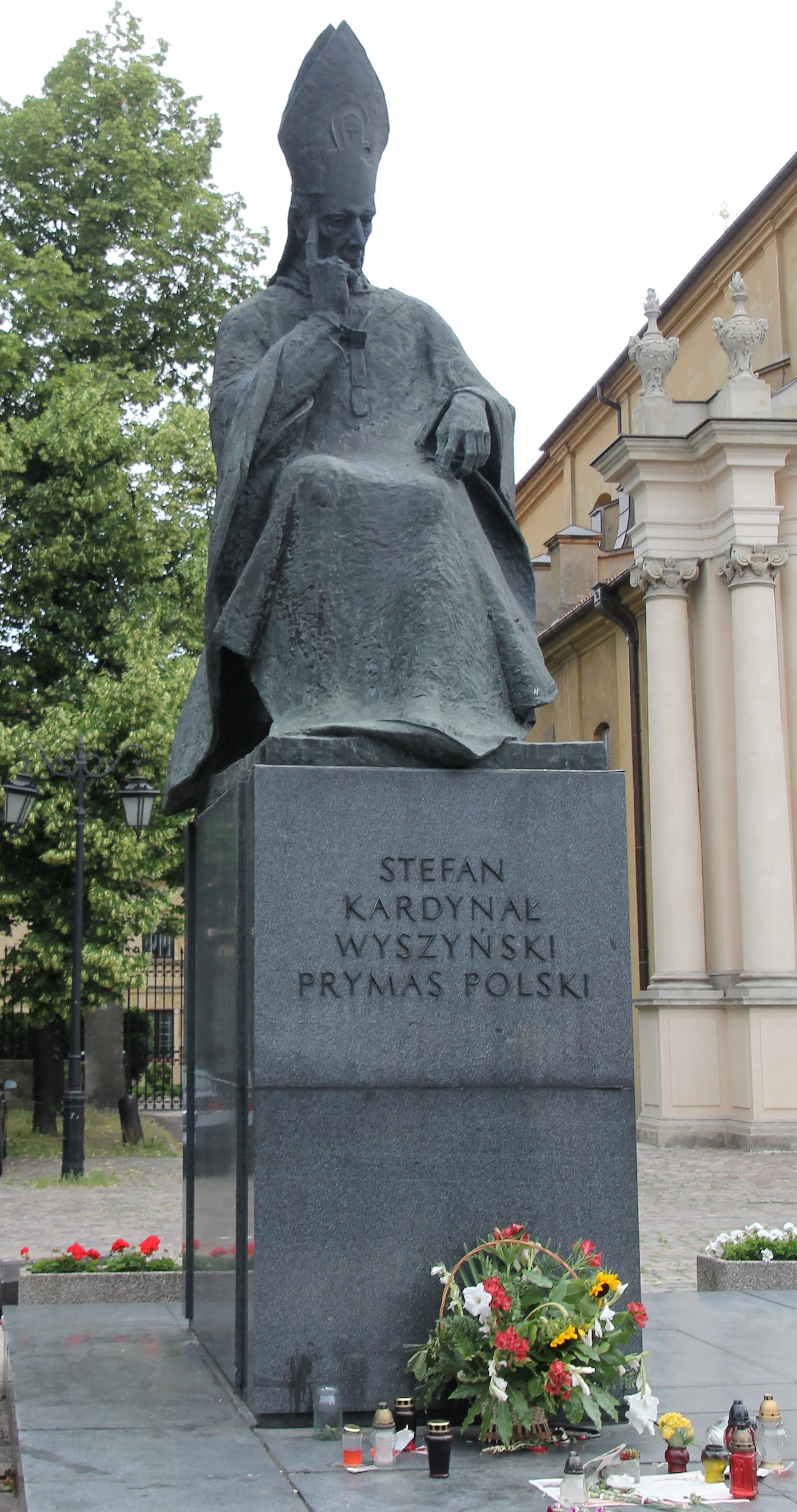
Warschau

1953年1月12日、ヴィシンスキーは教皇ピオ12世によって枢機卿に任命された。
ヴィシンスキーは決して自身の宗教的・社会的活動を止めなかった。特に1966年にあったポーランド教会最大の祭典であるポーランド最初の君主ミェシュコ1世の洗礼記念1000周年行事は、彼の最高業績に数えられている。ポーランド共産党政府は、この祭典の期間に教皇パウロ6世のポーランド訪問はもちろん、ヴィシンスキー枢機卿が国外に出るのを阻止した。1978年、クラクフ大司教だったカロル・ヴォイティワ枢機卿が教皇ヨハネ・パウロ2世に選出された翌1979年、ヴィシンスキーはヨハネ・パウロ2世のポーランド訪問を成功的に導いた。また、ヴィシンスキーは1980年に起きた社会不安問題に対しても見過ごさなかった。 ポーランドに自主管理労組「連帯」が結成されると、ヴィシンスキーは政府とストライキに参加した労働者両方に対して責任ある行動をするように呼びかけた。
ヴィシンスキーは1981年5月28日、79歳で亡くなった。彼の死後20年を記念して、ポーランドの下院は2001年を「ヴィシンスキー枢機卿の年」であると宣言し、枢機卿が「偉大なポーランド人、聖職者および政治家」であると称えた。

### プロライフの姿勢
ポーランドの共産主義政権による産児制限と中絶自由化政策に抵抗し、それらは反倫理的であり、ポーランドは既存の3千万人だけでなく、8千万人を養えるので不要であると主張した。また、彼による『胎児の日記一お母さんは私を殺しましたー』は日本の生長の家が主導する優生保護法改正運動で用いられた。